# 奥托·瓦拉赫
奥托·瓦拉赫（德語：Otto Wallach，1847年3月27日—1931年2月26日），德国化学家，1910年以研究脂環族化合物而獲得诺贝尔化学奖。

## 生平
1847年，瓦拉赫出生於柯尼斯堡，他的父親是一位信仰路德教的猶太人，職業是普魯士公務員；母親則是信仰新教的德國人。他們後來因為父親工作而相繼搬家到斯塞新、波茨坦。瓦拉赫在波茨坦開始上學，並開始對影響他未來生活的兩個重要學科起了興趣：文學及藝術歷史，他在這段時期也開始在他父母親的房子進行私人的化學實驗。
1867年，瓦拉赫進入哥廷根大學學習化學，並師承於當時有機化學領域十分有名的弗里德里希·維勒；一學期後他進入柏林洪堡大學，師承於奧古斯特·威廉·馮·霍夫曼。1869年，瓦拉赫在哥廷根大學獲得博士學位，並在波昂大學(1870年至1889年)及哥廷根大學(1889年至1915年)擔任教授。瓦拉赫在1931年逝世於哥廷根。

## 成就
瓦拉赫與弗里德里希·奧古斯特·凱庫勒·馮·斯特拉多尼茨在波昂進行精油內萜烯的系統分析，這時僅有少數信息被解明，關於結構的資訊還是很零散。熔點的比較及混合物的測量是確認相同物質的方法之一，為了進行此方法，液體的萜烯必須被轉換成結晶化合物。以階段性的衍生反應，特別是增加萜烯的雙鍵，他成功將液體的萜烯轉換成結晶化合物。調查環狀不飽和萜烯的重排反應，可以由以確認的萜烯結構得到未知萜烯的結構。
瓦拉赫命名了萜烯及蒎烯，並負責最早的蒎烯系統研究。他在1909年出版了「萜烯與樟腦」，是一本關於萜烯化學反應的書籍。他以劉卡特反應(和魯道夫·劉卡特共同發現)及Wallach重排反應在學界聞名。

## 链接
- 诺贝尔官方网站关于奥托·瓦拉赫传记 （页面存档备份，存于）